# Ян Чун Сик
Ян Чун Сик, другой вариант — Ян Чун-Сик (1901 год, уезд Ховон, Корея — 20 июля 1973 года, Джамбул, Казахская ССР) — председатель колхоза «Кумжота» Свердловского района Джамбулской области, Казахская ССР. Герой Социалистического Труда (1950).

## Биография
Родился в 1901 году в уезде Ховон, Корея.
Позднее его родители эмигрировали на российский Дальний Восток. В 1913 году окончил неполную среднюю корейскую школу в деревне Первая Слободка Никольск-Уссурийского уезда. Трудился на рыбопромыслах в Николаевске-на-Амуре. В 1918—1922 годах участвовал в борьбе за установление советской власти в составе Цимухинского партизанского отряда под командованием Гавриила Шевченко. С 1922 года трудился батраком в деревне Раковка Суйфунского района.
В последующие годы трудился ремонтным рабочим железнодорожного разъезда Аур Уссурийской железной дороги в селе Ин Некрасовского района, землекопом в Хабаровском военном порту (1927—1928), председателем колхоза «Труд» Некрасовского района Приморской области (1928—1933), бригадиром золотого прииска «Пролетарий» треста «Амурзолото» (1933—1934), старателем золотого прииска «Незаметный» Иманского района (1934—1935), продавцом, директором и заведующим магазином Хабаровского пищеторга (1935—1937).
В 1937 году депортирован на спецпоселение в Южно-Казахстанскую область. В 1937 году избран председателем колхоза «Кумжота» (в 1942—1943 годах — колхоз «Новая жизнь», с 1950 года — имени Сталина) Свердловского района (сегодня — Байзакский район) Джамбулской области. В 1945 году вступил в ВКП(б).
Вывел колхоз в число передовых сельскохозяйственных предприятий Джамбулской области. В 1950 году колхоз сдал государству в среднем с каждого гектара по 505,7 центнеров картофеля на участке площадью 15 гектаров. Указом Президиума Верховного Совета СССР от 15 июня 1950 года «за получение высоких урожаев пшеницы, сахарной свёклы и картофеля в 1949 году» удостоен звания Героя Социалистического Труда с вручением ордена Ленина и золотой медали «Серп и Молот».
Этим же указом званием Героя Социалистического Труда были награждены труженики колхоза «Кум-жота» Свердловского района звеньевые Кунемай Джайлауова, Кан Хе-Сук и Чохан Кокеева.
С 1959 года — заместитель председателя по животноводству, заведующий участком в этом же колхозе. С 1960 года — председатель исполкома Ровненского сельсовета Свердловского района Джамбулской области.
Избирался депутатом Кировского районного совета народных депутатов в Хабаровске (1936—1937), членом Свердловского райкома Компартии Казахстана (1947—1960), депутатом сельсовета Кумжота Свердловского района (1939—1960), депутатом Джамбулского областного Совета народных депутатов (1955—1957).
В 1962 году вышел на пенсию. Персональный пенсионер союзного значения. В последние годы своей жизни проживал в Джамбуле (сегодня — Тараз). Скончался в июле 1973 года. Похоронен на участке «Почётный квадрат» городского кладбища Тараза.
Награды
- Герой Социалистического Труда
- Орден Ленина — дважды (1949, 1950)
- Орден Трудового Красного Знамени (1948)
- Орден «Знак Почёта» — дважды (1947, 1957)
- Медаль «За доблестный труд в Великой Отечественной войне 1941—1945 гг.»